# Cymothoa elegans
Cymothoa elegans is een pissebed uit de familie Cymothoidae. De wetenschappelijke naam van de soort is voor het eerst geldig gepubliceerd in 1885 door de Zweed Carl Erik Alexander Bovallius.